# András Tóth
András Tóth (ur. 5 września 1949 w Budapeszcie) – piłkarz węgierski grający na pozycji pomocnika. W swojej karierze rozegrał 17 meczów w reprezentacji Węgier, w których strzelił 1 gola.

## Kariera klubowa
Karierę piłkarską Tóth rozpoczął w klubie M. Pamut SC. W 1965 roku rozpoczął treningi w Újpescie Budapeszt. W 1969 roku awansował do kadry pierwszego zespołu i wtedy też zadebiutował w pierwszej lidze węgierskiej. W zespole Újpestu występował do końca sezonu 1980/1981. Z klubem tym dziewięciokrotnie był mistrzem Węgier w latach: 1969, 1970, 1971, 1972, 1973, 1974, 1975, 1978 i 1979, a dwukrotnie wicemistrzem w latach 1977 i 1980. Trzykrotnie zdobył Puchar Węgier w latach 1969, 1970 i 1975.
W 1981 roku Tóth przeszedł do belgijskiego Lierse SK. Spędził w nim dwa lata i w 1983 roku wrócił na Węgry. Został wówczas zawodnikiem MTK-VM Budapeszt. Występował w nim do 1985 roku. Następnie odszedł do Gödi TSz SK, gdzie grał do 1987 roku, czyli do końca swojej kariery.

## Kariera reprezentacyjna
W reprezentacji Węgier Tóth zadebiutował 13 czerwca 1973 roku w zremisowanym 3:3 meczu eliminacji do MŚ 1974 ze Szwecją. W 1978 roku został powołany do kadry na Mistrzostwa Świata w Argentynie. Na Mundialu zagrał w jednym meczu, z Włochami (1:3). Od 1973 do 1979 roku rozegrał w kadrze narodowej 17 meczów, w których strzelił 1 gola.
| Mecze i gole w reprezentacji | Mecze i gole w reprezentacji | Mecze i gole w reprezentacji | Mecze i gole w reprezentacji | Mecze i gole w reprezentacji | Mecze i gole w reprezentacji | Mecze i gole w reprezentacji |
| #                            | Data                         | Stadion                      | Rywal                        | Wynik                        | Gol                          | Rozgrywki                    |
| 1973                         | 1973                         | 1973                         | 1973                         | 1973                         | 1973                         | 1973                         |
| ---------------------------- | ---------------------------- | ---------------------------- | ---------------------------- | ---------------------------- | ---------------------------- | ---------------------------- |
| 1.                           | 13.06.1973                   | Budapeszt, Węgry             | Szwecja                      | 3:3                          | 0                            | el. MŚ 1974                  |
| 1974                         |                              |                              |                              |                              |                              |                              |
| 2.                           | 17.04.1974                   | Dortmund, RFN                | RFN                          | 0:5                          | 0                            | towarzyski                   |
| 3.                           | 13.10.1974                   | Luksemburg, Luksemburg       | Luksemburg                   | 4:2                          | 0                            | el. ME 1976                  |
| 4.                           | 30.10.1974                   | Cardiff, Walia               | Walia                        | 0:2                          | 0                            | el. ME 1976                  |
| 5.                           | 10.11.1974                   | Warna, Bułgaria              | Bułgaria                     | 0:0                          | 0                            | towarzyski                   |
| 1975                         |                              |                              |                              |                              |                              |                              |
| 6.                           | 26.03.1975                   | Paryż, Francja               | Francja                      | 0:2                          | 0                            | towarzyski                   |
| 7.                           | 02.04.1975                   | Wiedeń, Austria              | Austria                      | 0:0                          | 0                            | el. ME 1976                  |
| 8.                           | 07.05.1975                   | Budapeszt, Węgry             | Bułgaria                     | 2:0                          | 0                            | kwal. IO 1976                |
| 9.                           | 10.08.1975                   | Teheran, Iran                | Iran                         | 2:1                          | 0                            | towarzyski                   |
| 10.                          | 24.09.1975                   | Budapeszt, Węgry             | Austria                      | 2:1                          | 0                            | el. ME 1976                  |
| 1976                         |                              |                              |                              |                              |                              |                              |
| 11.                          | 30.04.1976                   | Lozanna, Szwajcaria          | Szwajcaria                   | 1:0                          | 0                            | towarzyski                   |
| 12.                          | 22.05.1976                   | Budapeszt, Węgry             | Francja                      | 1:0                          | 0                            | towarzyski                   |
| 13.                          | 22.09.1976                   | Berlin, RFN                  | NRD                          | 1:1                          | 0                            | towarzyski                   |
| 1977                         |                              |                              |                              |                              |                              |                              |
| 14.                          | 05.10.1977                   | Budapeszt, Węgry             | Jugosławia                   | 4:3                          | 0                            | towarzyski                   |
| 1978                         |                              |                              |                              |                              |                              |                              |
| 15.                          | 06.06.1978                   | Mar del Plata, Argentyna     | Włochy                       | 1:3                          | 1                            | MŚ 1978                      |
| 1979                         |                              |                              |                              |                              |                              |                              |
| 16.                          | 12.09.1979                   | Nyíregyháza, Węgry           | Czechosłowacja               | 2:1                          | 0                            | towarzyski                   |
| 17.                          | 26.09.1979                   | Wiedeń, Austria              | Austria                      | 1:3                          | 0                            | towarzyski                   |